# Canton de Tannay
Pour les articles homonymes, voir Tannay.
Le canton de Tannay est une ancienne division administrative française située dans le département de la Nièvre en région Bourgogne-Franche-Comté.

## Géographie
Organisé autour de Tannay, il est l'un des six cantons de l'arrondissement de Clamecy. Son altitude varie de 157 m (Asnois) à 391 m (Talon) pour une altitude moyenne de 257 m.

## Représentation

### Conseillers généraux de 1833 à 2015
| Période | Période           | Identité                                         | Étiquette                  | Qualité |
| ------- | ----------------- | ------------------------------------------------ | -------------------------- | --- |
| 1833    | 1848              | Baron Charles Dupin                              | Droite                     | Géomètre, membre de l'Institut de France Député du Tarn (1827-1830) Député de la Seine (1830-1837), Pair de France Maire de Saizy                                                           |
| 1848    | 1852              | Etienne Michel                                   |                            | Négociant, adjoint au Maire de Tannay |
| 1852    | 1871              | Baron Charles Dupin                              | Droite                     | Géomètre, membre de l'Institut de France Député du Tarn (1827-1830) Député de la Seine (1830-1837) Député de Seine-Inférieure 1848-1851) Sénateur (1852-1870) Pair de France Maire de Saizy |
| 1871    | 1873 (décès)      | Emile Claude Marie Gudin du Pavillon (1840-1873) |                            | Avoué à Clamecy Propriétaire à Metz-le-Comte |
| 1874    | 1880              | Étienne Michel                                   | Droite                     | Propriétaire à Tannay |
| 1880    | 1886 (annulation) | Paul Bezou                                       | Républicain                | Juge à Auxerre, propriétaire à Amazy |
| 1887    | 1892              | Paul Jourdan                                     | Conservateur               | Maire de Saint-Aubin-des-Chaumes |
| 1892    | 1892 (décès)      | Louis-François Charpentier                       | Républicain                | Médecin à Tannay |
| 1893    | 1896 (décès)      | Paul Bezou                                       | Rad.                       | Ancien juge, propriétaire à Amazy |
| 1896    | 1910              | Paul Jourdan                                     | Conservateur               | Maire de Saint-Aubin-des-Chaumes |
| 1910    | 1937              | Émile Magnien                                    | Rad.                       | Magistrat Maire de Metz-le-Comte (1929-1935) Sénateur (1924-1933) |
| 1937    | 1940              | Jean Chaigneau (1897-1988)                       | Concentration républicaine | Industriel, commerçant Maire de Tannay, propriétaire à Paris |
|         |                   |                                                  |                            | |
| 1945    | 1973              | Charles Chaigneau                                | DVD puis CIR puis SE       | Ingénieur des Ponts et Chaussées Maire de Tannay |
| 1973    | 1992              | André Grosjean                                   | PS                         | Eleveur - Maire de Monceaux-le-Comte |
| 1992    | 2015              | Philippe Nolot                                   | DVD (RAN)                  | Médecin Maire de Tannay depuis 1995 Président de la communauté de communes La Fleur du Nivernais Elu en 2015 dans le Canton de Clamecy                                                      |

### Conseillers d'arrondissement (de 1833 à 1940)
| Période                                  | Période      | Identité                                                          | Étiquette           | Qualité |
| ---------------------------------------- | ------------ | ----------------------------------------------------------------- | ------------------- | --- |
| 1833                                     | 1842         | Étienne Charles Hyacinthe Camus, Vicomte de Pontcarré (1801-1846) |                     | Ancien militaire, secrétaire d'ambassade à Saint-Pétersbourg, propriétaire du château de Lys                |
| 1842                                     | 1848         | Michel André Hippolyte Bezou                                      |                     | Notaire, maire de Tannay                                                                                    |
|                                          |              |                                                                   |                     | |
| 1877                                     | 1899 (décès) | Marie Gabriel André Grosjean                                      | Républicain         | Notaire à Tannay, propriétaire, maire de Monceaux-le-Comte                                                  |
| 1899                                     | 1925         | Philibert Michel                                                  | Républicain libéral | Maire de Vignol                                                                                             |
| 1925                                     | 1937         | Albert Martin                                                     | Républicain         | Maire de Tannay                                                                                             |
| 1937                                     | 1940         | Gaston Poulin (1895-1972)                                         | PSF                 | Agriculteur à Champagne, commune de Metz-le-Comte                                                           |
| 1940                                     |              |                                                                   |                     | Les conseils d'arrondissement ont été suspendus par la loi du 12 octobre 1940 et n'ont jamais été réactivés |
| Les données manquantes sont à compléter. |              |                                                                   |                     | |

## Composition
Le canton de Tannay groupait 20 communes et comptait 2 937 habitants (population municipale de 2006). Elles sont toutes réunies dans la Communauté de communes La Fleur du Nivernais.
| Communes                | Population (2012) | Code postal | Code Insee |
| ----------------------- | ----------------- | ----------- | ---------- |
| Amazy                   | 241               | 58190       | 58005      |
| Asnois                  | 160               | 58190       | 58016      |
| Dirol                   | 142               | 58190       | 58098      |
| Flez-Cuzy               | 131               | 58190       | 58116      |
| Lys                     | 124               | 58190       | 58150      |
| La Maison-Dieu          | 121               | 58190       | 58154      |
| Metz-le-Comte           | 190               | 58190       | 58165      |
| Moissy-Moulinot         | 26                | 58190       | 58169      |
| Monceaux-le-Comte       | 151               | 58190       | 58170      |
| Neuffontaines           | 126               | 58190       | 58190      |
| Nuars                   | 135               | 58190       | 58197      |
| Ruages                  | 122               | 58190       | 58224      |
| Saint-Aubin-des-Chaumes | 69                | 58190       | 58230      |
| Saint-Didier            | 34                | 58190       | 58237      |
| Saint-Germain-des-Bois  | 108               | 58210       | 58242      |
| Saizy                   | 196               | 58190       | 58271      |
| Talon                   | 51                | 58190       | 58284      |
| Tannay                  | 608               | 58190       | 58286      |
| Teigny                  | 119               | 58190       | 58288      |
| Vignol                  | 83                | 58190       | 58308      |

## Démographie
| 1962  | 1968  | 1975  | 1982  | 1990  | 1999  | 2006  | 2009 |
| ----- | ----- | ----- | ----- | ----- | ----- | ----- | ---- |
| 3 304 | 3 600 | 3 350 | 3 038 | 2 923 | 2 806 | 2 937 | -    |

Histogramme de l'évolution démographique depuis 1962 :